# Dianne Foster
Pour les articles homonymes, voir Foster.
Ne doit pas être confondu avec Diane Foster.

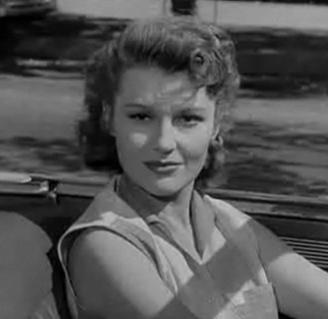
Dans Le destin est au tournant (1954)

Dianne Foster (parfois créditée Diane Foster) est une actrice canadienne, de son vrai nom Olga Helen Laruska, née à Edmonton (Alberta, Canada) le 31 octobre 1928 et morte le 27 juillet 2019.

## Biographie
Issue d'une famille d'origine ukrainienne, elle adopte le pseudonyme de Dianne Foster et débute au cinéma en 1951, dans un film britannique (elle réside alors à Londres). Elle participe en tout à dix-huit films (quatre autres britanniques et treize américains), le dernier en 1963. Elle tient l'un de ses rôles majeurs en 1958, aux côtés de Spencer Tracy, dans La Dernière Fanfare de John Ford.
Après ce film, elle apparaît surtout à la télévision, dans des séries (la première dès 1952), jusqu'en 1966, année où elle se retire définitivement.
Notons ici qu'en 1951, durant son séjour londonien, Dianne Foster joue au théâtre, dans deux pièces (voir la rubrique "Théâtre" ci-dessous).

## Filmographie

### Cinéma
- 1951 : The Quiet Woman de John Gilling : Helen
- 1952 : The Lost Hours de David MacDonald : Dianne Wrigley
- 1953 : The Steel Key de Robert S. Baker : Sylvia Newman
- 1953 : Isn't Life Wonderful! (en) d'Harold French : Virginia Van Stuyden
- 1953 : Éternels Ennemis (Bad for Each Other) d'Irving Rapper : Joan Lasher
- 1954 : Three's Company, de Terence Fisher : Elsa
- 1954 : Le destin est au tournant (Drive a Crooked Road) de Richard Quine : Barbara Mathews
- 1954 : Trois Heures pour tuer (Three Hours to Kill) d'Alfred L. Werker : Chris Palmer
- 1954 : The Bamboo Prison (en) de Lewis Seiler : Tanya Clayton
- 1955 : Le Souffle de la violence (The Violent Men) de Rudolph Maté : Judith Wilkison
- 1955 : L'Homme du Kentucky (The Kentuckian) de Burt Lancaster : Hannah
- 1957 : Quand la bête hurle (Monkey on My Back) d'André de Toth : Cathy Holland
- 1957 : Les Frères Rico (The Brothers Rico) de Phil Karlson : Alice Rico
- 1957 : Le Survivant des monts lointains (Night Passage) de James Neilson : Charlotte Drew
- 1958 : Inspecteur de service (Gideon's Day) de John Ford : Joanna Delafield
- 1958 : En patrouille (The Deep Six) de Rudolph Maté : Susan Cahill
- 1958 : La Dernière Fanfare (The Last Hurrah) de John Ford : Mave Caulfield
- 1961 : King of the Roaring 20's: The Story of Arnold Rothstein de Joseph M. Newman
- 1963 : Mercredi soir, 9 heures... (Who's Been Sleeping in my Bed ?) de Daniel Mann : Mona Kaufman

### Télévision
- 1956 : The Ford Television Theatre (en) (série télévisée) : Rhia Powell
- 1959 : Markham (série télévisée) : Friday
- 1960 : Riverboat (série télévisée) : Marian Templeton
- 1960 : Overland Trail (série télévisée) : Helen Jackson
- 1960 : Shotgun Slade (série télévisée) : Jenny Dupree
- 1960 : La Grande Caravane (Wagon Train), de Virgil W. Vogel (série télévisée) : Leslie Ivers
- 1960 : Hawaiian Eye (série télévisée) : Lola Richmond
- 1960 : Bourbon Street Beat (série télévisée) : Marcia Sterling
- 1960 : Bonanza (série télévisée) : Joyce Edwards
- 1960 : The Deputy (série télévisée) : Laurie Harris
- 1960 : Peter Gunn (série télévisée) : Katherine Hartley
- 1960 - 1961 : Outlaws (en) (série télévisée) : Ann Dineen / Lainie
- 1960 et 1962 : Tales of Wells Fargo (série télévisée) : Elaine / Ella Congreve
- 1960 et 1963 : 77 Sunset Strip (série télévisée) : Marta Wentworth / Connie Beck
- 1961 : Laramie (série télévisée) : Ellie Jacobs
- 1961 : Have Gun - Will Travel (série télévisée) : Marion Sutter
- 1961 : Route 66 (série télévisée) : Anita Delgado
- 1961 : Échec et mat (Checkmate) (série télévisée) : Edna Margate / Phyllis Wood
- 1961 : King of Diamonds (série télévisée) : Sue Bennett
- 1961 - 1962 : Bus Stop (série télévisée) : Sally Wagner / Barbara Cullum
- 1962 : Gunsmoke (série télévisée) : Cornelia Conrad
- 1962 : The Eleventh Hour (en) (série télévisée) : Fay
- 1962, 1964 - 1965 : Perry Mason (série télévisée) : Elaine Meacham / Linda Blakely / Lori Richards / Nelly Lawton
- 1963 : The Gallant Man (série télévisée) : La comtesse
- 1963 : Going My Way (série télévisée) : Edith Sedgewick
- 1963 et 1965 : Ben Casey (série télévisée) : Helen Kulik / Karen Fischer
- 1964 : Petticoat Junction (série télévisée) : Phyllis March
- 1964 : Breaking Point (série télévisée) : Deborah Phillips
- 1964 - 1965 : Mes trois fils (My Three Sons) (série télévisée) : Marta Robbins / Trudy Bennett
- 1965 : Honey West (série télévisée) : Maggie Lynch
- 1965 : The Rogues (série télévisée) : Alice Singer
- 1965 : Slattery's People (série télévisée) : Claudia Strickland
- 1965 : Le Fugitif (The Fugitive) (série télévisée) : Janice Cummings
- 1966 : La Grande Vallée (The Big Valley) (série télévisée) : Therese Marvin
- 1966 : Les Arpents verts (Green Acres) (série télévisée) : Amy Collins
- 1966 : Les Mystères de l'Ouest (The Wild Wild West) (série télévisée) - Saison 2 épisode 15, La Nuit hors du Temps (The Night of the Lord of Limbo), de Jesse Hibbs : Amanda Vautrain

## Théâtre
- 1951 : Le Vallon (The Hollow), adaptation par Agatha Christie de son roman éponyme
- 1951 : Othello ou le Maure de Venise (Othello, the Moor of Venice) de William Shakespeare, mise en scène d'Orson Welles, production de Laurence Olivier, avec Peter Finch, Orson Welles